# Tityobuthus mccarteri
Espèce
Tityobuthus mccarteri est une espèce de scorpions de la famille des Ananteridae.

## Distribution
Cette espèce est endémique de la région Analanjirofo à Madagascar. Elle se rencontre vers Ambinanitelo et Anjiahely.

## Description
Le mâle holotype mesure 23,7 mm et la femelle paratype 29,6 mm.

## Systématique et taxinomie
Cette espèce a été décrite par Lourenço, Qi et Goodman en 2008.

## Étymologie
Cette espèce est nommée en l'honneur de John W. McCarter.

## Publication originale
- Lourenço, Qi & Goodman, 2008 : « The identity of Tityobuthus baroni (Pocock, 1890) (Scorpiones, Buthidae) and description of three new species from Madagascar. » Boletín de la Sociedad Entomológica Aragonesa, no 42, p. 89-102 (texte intégral).